# عبدالله الاحرق
عبدالله الاحرق (زادهٔ ۱۰ مهٔ ۱۹۹۷) بازیکن فوتبال اهل قطر است که برای باشگاه الدحیل و تیم ملی قطر بازی می‌کند.
وی در تیم‌های ملی فوتبال زیر ۲۳ سال قطر و قطر بازی کرده‌است.